# Ödeshög
Ödeshög è una città della Svezia, capoluogo del comune omonimo, nella contea di Östergötland. Al censimento 2005 aveva una popolazione di 2.651 abitanti.